# Sai Samhitha Chamarthi
Sai Samhitha Chamarthi (* 17. Januar 1995) ist eine indische Tennisspielerin.

## Karriere
Chamarthi, die mit acht Jahren das Tennisspielen begann, bevorzugt dabei laut  ITF-Profil Hartplätze. Sie spielt überwiegend Turniere auf der ITF Women’s World Tennis Tour, wo sie zwei Titel im Doppel gewinnen konnte.
Ihr erstes Profiturnier spielte sie im Mai 2011 in Hyderabad. 2014 erreichte sie mit ihrer Doppelpartnerin Fetee Maheta die Halbfinals von Hyderabad und Neu-Delhi, sowie mit Ina Kaufinger das Halbfinale von Scharm asch-Schaich. 2015 erreichte sie das Finale im Dameneinzel des mit 10.000 US-Dollar dotierten Turniers in Hyderabad, das sie gegen Snehadevi Reddy mit 6:74 und 5:7 verlor. Im Juni 2016 gelang ihr mit ihrer Partnerin der erste Titelgewinn im Doppel in Scharm Asch-Schaich.

## Turniersiege

### Doppel
| Nr. | Datum        | Turnier             | Kategorie   | Belag     | Partnerin     | Finalgegnerinnen                              | Ergebnis          |
| --- | ------------ | ------------------- | ----------- | --------- | ------------- | --------------------------------------------- | ----------------- |
| 1.  | 4. Juni 2016 | Scharm asch-Schaich | ITF $10.000 | Hartplatz | Zhao Qianqian | Shivika Burman Anastasia Evgenyevna Nefedova  | 6:4, 6:0          |
| 2.  | 5. März 2022 | Nagpur              | ITF W15     | Sand      | Soha Sadiq    | Shrivalli Rashmikaa Bhamidipaty Sathwika Sama | 3:6, 6:4, [13:11] |